# Liste der Monuments historiques in Seuil-d’Argonne
Die Liste der Monuments historiques in Seuil-d’Argonne führt die Monuments historiques in der französischen Gemeinde Seuil-d’Argonne auf.

## Liste der Immobilien
| Bezeichnung          | Beschreibung                                          | Standort                                             | Kennzeichnung | Schutzstatus | Datum | Bild           |
| -------------------- | ----------------------------------------------------- | ---------------------------------------------------- | ------------- | ------------ | ----- | -------------- |
| Lavoir de la Mutasse | Waschhaus, Ende des 18. Jahrhunderts                  | Triaucourt-en-Argonne, impasse de la Mutasse (Lage)  | PA00106715    | Classé       | 1992  |                |
| Bauernhof            | Fachwerkgebäude, zweites Viertel des 19. Jahrhunderts | Triaucourt-en-Argonne, 36 rue Auguste Lemaire (Lage) | PA00106716    | Inscrit      | 1992  |                |
| Kirche St-Nicolas    | ab dem 15. Jahrhundert                                | Triaucourt-en-Argonne, rue de Verdun (Lage)          | PA00106634    | Classé       | 1941  | weitere Bilder |

## Liste der Objekte
| Bezeichnung                                  | Beschreibung                                                                        | Standort                                               | Kennzeichnung   | Schutzstatus | Datum | Bild |
| -------------------------------------------- | ----------------------------------------------------------------------------------- | ------------------------------------------------------ | --------------- | ------------ | ----- | ---- |
| Gemälde Christi Geburt                       | Ölfarbe auf Leinwand, 17. Jahrhundert, Anthonis van Dyck zugeschrieben              | Triaucourt-en-Argonne, in der Kirche St-Nicolas (Lage) | PM55000578      | Classé       | 1919  |      |
| Roter Ornat                                  | Kasel, Stola, Manipel und Bursa; Seide, bestickt, erste Hälfte des 19. Jahrhunderts | Senard, in der Kirche Assomption-de-la-Vierge (Lage)   | PM55002354      | Inscrit      | 1991  |      |
| Somatometer                                  | Größenmessstab für die Musterung von Rekruten; Holz, Zinn, bezeichnet 1842          | Triaucourt-en-Argonne, in der Mairie (Lage)            | PM55001092      | Classé       | 1993  |      |
| Retabel des rechten Seitenaltars             | Holz, farbig gefasst, 18. Jahrhundert; zugehörig PM55000576                         | Triaucourt-en-Argonne, in der Kirche St-Nicolas (Lage) | PM55000575      | Classé       | 1984  |      |
| Gemälde Taufe Christi                        | Ölfarbe auf Leinwand, 19. Jahrhundert                                               | Triaucourt-en-Argonne, in der Kirche St-Nicolas (Lage) | PM55000576      | Classé       | 1984  |      |
| Hauptaltar und Wandvertäfelung des Chorraums | Holz, Marmor, um 1700                                                               | Triaucourt-en-Argonne, in der Kirche St-Nicolas (Lage) | PM55000580      | Classé       | 1984  |      |
| Hauptaltar                                   | Holz, vergoldet, 18. Jahrhundert                                                    | Senard, in der Kirche Assomption-de-la-Vierge (Lage)   | Seuil-d’Argonne | Inscrit      | 1993  |      |
| Altartisch des rechten Seitenaltars          | Marmor, 19. Jahrhundert                                                             | Triaucourt-en-Argonne, in der Kirche St-Nicolas (Lage) | PM55000574      | Classé       | 1984  |      |
| Taufpiscina                                  | Stein, 16. Jahrhundert                                                              | Senard, in der Kirche Assomption-de-la-Vierge (Lage)   | PM55000577      | Classé       | 1945  |      |
| Skulptur Madonna mit Kind                    | Stein, farbig gefasst, 17. Jahrhundert                                              | Triaucourt-en-Argonne, in der Kirche St-Nicolas (Lage) | PM55000579      | Classé       | 1984  |      |
| Skulptur Heiliger Nikolaus                   | Stein, farbig gefasst, 17. Jahrhundert                                              | Triaucourt-en-Argonne, in der Kirche St-Nicolas (Lage) | PM55002426      | Inscrit      | 1985  |      |
| Prozessionssänfte                            | Holz, vergoldet, 1850                                                               | Senard, in der Kirche Assomption-de-la-Vierge (Lage)   | PM55002617      | Inscrit      | 2005  |      |